# Erioptera (Erioptera) palliclavata
Erioptera (Erioptera) palliclavata is een tweevleugelige uit de familie steltmuggen (Limoniidae). De soort komt voor in het Oriëntaals gebied.